# Pierre Cogan
Pierre Cogan (10 de enero de 1914 - 5 de enero de 2013) fue un antiguo ciclista profesional francés que compitió entre la década de 1930 y la década de 1950.
Su hermano Joseph fue también un ciclista profesional de carretera entre 1936 y 1942.

## Biografía
Profesional desde 1935 hasta 1951,  ganó el Gran Premio de Plouay en 1936 y el Gran Premio de las Naciones (el campeonato mundial de contrarreloj no oficial) en 1937. Tiene la distinción de ser uno de los mejores ciclistas del Tour de Francia antes y después de la Segunda Guerra Mundial. Quedó en el puesto número once en el Tour de Francia de 1935 y en el puesto número 7 en el Tour de Francia de 1950. Corrió su último Tour de Francia en 1951 donde terminó en el puesto 19. 
Como parte de los festejos de la edición número 100 del Tour de Francia, estaba invitado por ASO a presenciar la llegada de la última etapa en los Campos Elíseos en 2013. Cogan, era uno de los 2060 ciclistas que finalizaron el Tour y que actualmente siguen con vida y a sus 98 años era el más longevo de ellos.

## Palmarés
1936
- 1 etapa de la París-Niza
- Circuito de Deux Sèvres, más 1 etapa
- Gran Premio de Plouay

1937
- Boucles de l'Aulne
- Gran Premio de las Naciones

1938
- Boucles de l'Aulne

1943
- Limoges-Vichy-Limoges

1945
- Saint-Etienne-Montluçon

1949
- 1 etapa de la Dauphiné Libéré

## Resultados en Grandes vueltas y Campeonato del Mundo
| Carrera              | 1935 | 1936 | 1937 | 1938 | 1939 | 1940 | 1941 | 1942 | 1943 | 1944 | 1945 | 1946 | 1947 | 1948 | 1949 | 1950 | 1951 |
| -------------------- | ---- | ---- | ---- | ---- | ---- | ---- | ---- | ---- | ---- | ---- | ---- | ---- | ---- | ---- | ---- | ---- | ---- |
| Giro de Italia       | -    | -    | -    | -    | -    | -    | -    | -    | -    | -    | -    | -    | -    | -    | -    | -    | -    |
| Tour de Francia      | 11º  | 16º  | -    | -    | -    | -    | -    | -    | -    | -    | -    | -    | 12º  | Ab.  | 10º  | 7º   | 19º  |
| Vuelta a España      | -    | -    | -    | -    | -    | -    | -    | -    | -    | -    | -    | -    | -    | -    | -    | -    | -    |
| Mundial en Ruta      | -    | -    | -    | -    | -    | -    | -    | -    | -    | -    | -    | -    | -    | -    | -    | -    | -    |
| Mundial Contrarreloj | -    | -    | -    | -    | -    | -    | -    | -    | -    | -    | -    | -    | -    | -    | -    | -    | -    |

-: no participa

Ab.: abandono